# Flara (pirotechnika)
Zasugerowano, aby ten artykuł podzielić na różne artykuły – rozbić na poszczególne hasła, flara stosowana w lotnictwie nie ma nic wspólnego z flarą sygnalizacyjną.

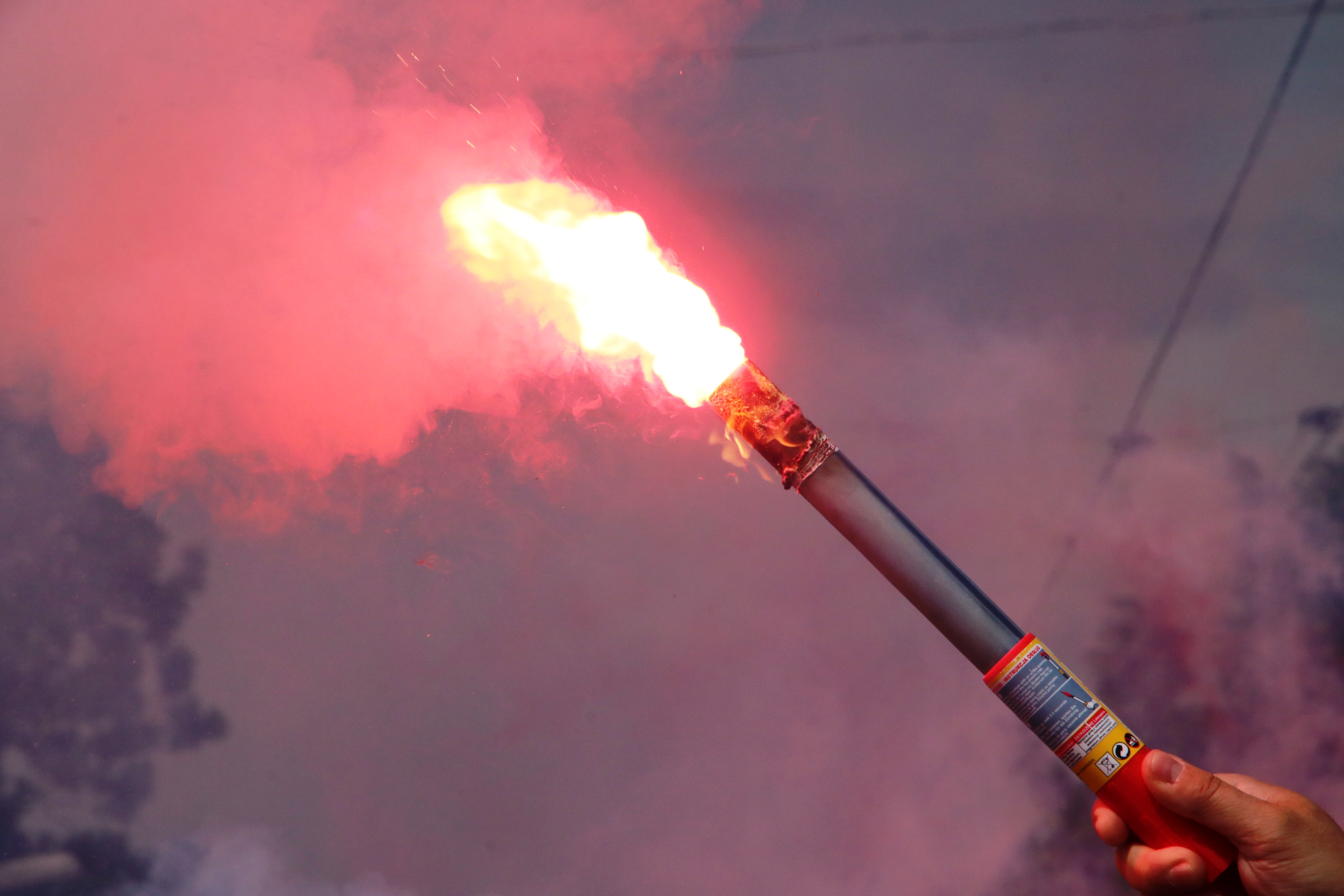
Flara – paląca się na czerwono – międzynarodowy sygnał wzywania pomocy na morzu – MPZZM – zał. IV, pkt. (i)

Flara (także: raca, rakieta sygnalizacyjna,) – przyrząd pirotechniczny służący do sygnalizacji, bazujący na reakcji egzotermicznej. Flary są często zaopatrywane w silnik rakietowy, dzięki którym mogą one wzlatywać wysoko w niebo. Pociski te mogą być odpalane zarówno z ziemi, jak i ze specjalnych rakietnic, zwanych też pistoletami sygnałowymi. Wynalazcą flar jest Amerykanka Martha Coston. 

## Zastosowanie
Flary są stosowane w:
- w żegludze – flara (trzymane w ręku), rakiety, rakiety i flary spadochronowe palące się na czerwono są sygnałem wzywania pomocy na morzu, ponadto „Używanie lub pokazywanie któregokolwiek z powyższych sygnałów w innym celu niż dla wskazania niebezpieczeństwa i potrzeby pomocy oraz używanie innych sygnałów, które można byłoby pomylić z którymkolwiek z powyższych sygnałów, jest zabronione”[2] zgodnie z MPZZM[1] – (ang. COLREGS[3]) – załącznik IV, pkt. 1. (c) i (i) oraz 2.
- ratownictwie – do ostrzegania, zwracania uwagi na siebie, oświetlania terenu akcji.
- sygnały alarmowe i ratunkowe – flary mogą być wykorzystywane do sygnalizowania alarmów, wypadków, zagrożeń lub potrzeby pomocy. W takich sytuacjach intensywne światło flary przyciąga uwagę osób w pobliżu, informując o istniejącym zagrożeniu lub potrzebie wsparcia.
- Trening i symulacje – flary są używane podczas treningów ratowniczych, ćwiczeń wojskowych lub symulacji sytuacji kryzysowych, aby przygotować personel do działania w warunkach rzeczywistych[4].
- siłach zbrojnych – do koordynacji działań – np. jako sygnał do rozpoczęcia natarcia oraz do oświetlania terenu, oślepiania przeciwnika.
- przez kibiców w trakcie meczów.
- jako jeden z elementów pokazów sztucznych ogni.

Często dodatkowymi składnikami mieszanin pirotechnicznych wykorzystywanych we flarach są substancje barwiące płomień (np. sole baru, strontu), oraz obniżające temperaturę reakcji, a więc pośrednio przedłużające czas palenia się flary.

## Skład chemiczny flar
Skład chemiczny flar sygnalizacyjnych różni się od flar oświetlających głównie ze względu na ich przeznaczenie do generowania jednoznacznych kolorów. Flary sygnalizacyjne wykorzystują magnez z strontem, aby uzyskać pożądane efekty świetlne. Dokładne proporcje i kombinacje tych składników mają istotny wpływ na charakterystyki flary, w tym intensywność światła, kolor, nasycenie i czas trwania. Optymalny skład zależy od konkretnego zastosowania flary.
Główne składniki flar sygnalizacyjnych to:
- Magnez (Mg): Pełni rolę głównego paliwa, spalając się w obecności tlenu i generując intensywne światło.
- Bar (Ba): Dodatek baru może mieć wpływ na barwę płomienia, co przekłada się na ostateczny kolor wyemitowanego światła.
- Stront (Sr): Dodatek strontu, połączony z odpowiednim paliwem pomocniczym, umożliwia uzyskanie intensywnego czerwonego światła. Wykorzystanie strontu w połączeniu z magnezem jest kluczowym czynnikiem, który znacząco poprawia wydajność flar sygnalizacyjnych, zwłaszcza przy użyciu dodatkowego paliwa pomocniczego. Te składniki wspólnie zapewniają lepsze rezultaty pod względem intensywności światła i koloru[5].
- Paliwo pomocnicze: Dodatkowe paliwo wspomaga spalanie magnezu i generuje dodatkowy gaz, co rozszerza płomień, zwiększając wydajność flary.
- Chlorki i guma chlorowana: Te składniki wzmacniają efekty świetlne i kontrolują tempo spalania.
- Pigmenty barwnikowe: Decydują o ostatecznej barwie emitowanego światła, obejmując kolory takie jak czerwony, biały, żółty i zielony, stosowane w celach sygnalizacyjnych. Łączniki i substancje spoiwne: Dodaje się je, aby utrzymać stabilną formę flary i zapewnić efektywną współpracę składników[5].